# Cal Lluís (Torrefeta i Florejacs)
Cal Lluís és una casa de Torrefeta, al municipi de Torrefeta i Florejacs (Segarra), inclosa a l'Inventari del Patrimoni Arquitectònic de Catalunya.

## Descripció
Edifici de tres plantes, construït en pedra i arrebossat. Només a la primera planta es troben restes d'haver estat pintat de color verd.

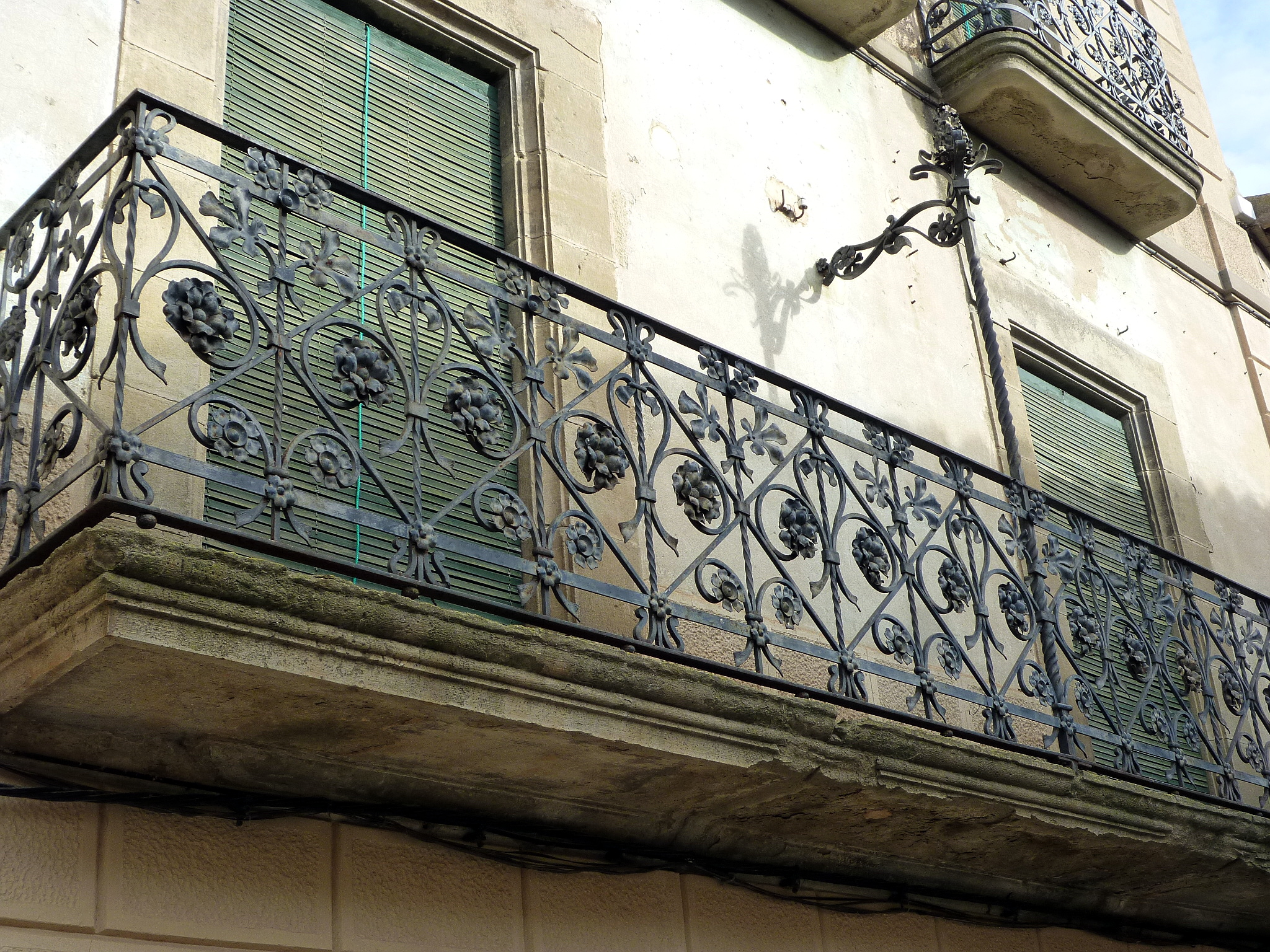
Balconada

La planta baixa presenta una porta rectangular de doble batent amb motllura de pedra llisa, amb una mènsula on es pot llegir la data "1777" i "Francesc Antoni Joan", i una finestra rectangular reixada amb una motllura llisa. A la primera planta hi ha dues portes balconeres amb motllura de pedra llisa i un balcó corregut de forja amb un floró al mig que divideix el balcó en dues parts. La segona planta presenta tres portes balconeres amb balcons de forja, les dues laterals amb una motllura de línies convexes i la central amb un frontó semicircular.
Dividides per una motllura ampla, es troben tres finestres rectangulars de doble obertura que il·luminen les golfes d'aquest edifici. I per acabar encapçala l'habitatge un cos semicircular que juga amb un frontó de línies corbes.